# Giovanni Francesco Conti
Giovanni Francesco Conti o Gianfrancesco Conti, nome umanistico Quinziano Stoa, in latino Quintianus Stoa, (Quinzano d'Oglio, 1484 – Quinzano d'Oglio, 1557) è stato un poeta e umanista italiano.
Ha insegnato giurisprudenza a Padova prima di essere chiamato in Francia come precettore presso la famiglia dei duchi d'Angoulême.
Tornato in Italia come docente di letteratura e poesia a Padova poi a Pavia, fu incoronato come poeta dal re di Francia e duca di Milano Luigi XII a Milano.
Scrisse numerose poesie in latino, fu soprannominato Stoa ("Portico delle Muse") per la sua abilità nello scrivere in versi, oltre ad opere, sempre in latino, di storia e filosofia.
È molto noto e studiato in Francia (cfr. Marie-Nicolas Bouillet et Alexis Chassang (dir.), "Jean-François Quinzano" dans Dictionnaire universel d'histoire et de géographie, 1878).